# Ismael Lazaar
Pour les articles homonymes, voir Lazaar.
Ismael Lazaar né le 12 novembre 1990 à Tilbourg est un kick-boxeur marocain, combat sous drapeau marocain . Ses parents sont marocains, originaires de Oujda et Casablanca.En 2014, il a remporté le titre mondial Enfusion championnat du monde poids lourd.
Caractéristiques: de tempérament doux,  toujours souriant.
Sa vélocité et ses punch contrastent avec sa morphologie

## Biographie
En mai 2017, il perd face au champion du monde Rico Verhoeven lors du Glory 36.